# Frœningen
Frœningen (en alsacià Frehnige) és un municipi francès, situat a la regió del Gran Est, al departament de l'Alt Rin. L'any 1999 tenia 606 habitants.

## Demografia
| 1962 | 1968 | 1975 | 1982 | 1990 | 1999 |
| ---- | ---- | ---- | ---- | ---- | ---- |
| 443  | 453  | 496  | 528  | 467  | 606  |

## Administració
| Període   | Identitat    | Partit |
| --------- | ------------ | ------ |
| 2001-2008 | Gérard Bay   |        |
| 1977-     | Gérard Vonau |        |